# ایلیه سوباشانو
ایلیه سوباشانو (رومانیایی: Ilie Subășeanu؛ ۶ ژوئن ۱۹۰۶ – ۱۰ دسامبر ۱۹۸۰) یک بازیکن فوتبال اهل رومانی بود.
وی همچنین در تیم ملی فوتبال رومانی بازی کرده‌است.